# Stor vandarve
Stor vandarve (Montia fontana) er en 5-15 cm høj urt, der danner pudeformede bevoksninger i f.eks. bække.

## Beskrivelse
Stor vandarve er en lille, enårig urt, med en pudeagtig vækst. Stænglerne er krybende til nedliggende og meget skøre. Bladene sidder modsat, og de er sammenvoksede ved grunden. Der er ingen tydelig stilk og bladene er kødfulde med hel rand. Over- og undersiderne er blanke og lysegrønne.
Blomstringen sker i juni-september, hvor de hvide blomster sidder endstillet i de yderste bladhjørner. Blomsterne er meget små og ses ikke meget. Frugterne er kapsler, som hver rummer 3 frø.
Rodnettet består af fint trævlede rødder. Stænglerne danner nye rødder overalt, hvor de rører jorden.
Højde x bredde og årlig tilvækst: 0,10 x 0,25 m (10 x 25 cm/år).

## Voksested
Stor vandarve findes i det meste af Europa, hvor den vokser i væld, bækløb eller på dyndede søbredder.
I Kastbjerg Ådal i Himmerland findes den sammen med bl.a. butfinnet mangeløv, engtroldurt, engblomme, kærfnokurt, leverurt, purpurgøgeurt, tandet sødgræs, vedbendvandranunkel og vibefedt
.
| Portal | Portal:Botanik |